# Tadeusz Iwiński
Tadeusz Iwiński (ur. 28 października 1944 w Piastowie) – polski polityk, politolog, profesor nauk humanistycznych, nauczyciel akademicki i działacz partyjny, poliglota, poseł na Sejm I, II, III, IV, V, VI i VII kadencji.

## Życiorys
Syn Bolesława i Zofii Iwińskich. W 1968 został magistrem inżynierem chemii, kończąc studia na Wydziale Chemicznym Politechniki Warszawskiej. W 1973 uzyskał stopień doktora nauk politycznych na Wydziale Nauk Społecznych Uniwersytetu Warszawskiego. W 1981 Wyższa Szkoła Nauk Społecznych przy KC PZPR przyznała mu stopień doktora habilitowanego w zakresie nauk politycznych. W 1989 otrzymał tytuł naukowy profesora nauk humanistycznych.
W 1969 został pracownikiem Zakładów Jedwabiu Naturalnego w Milanówku. Od 1972 do 1973 pracował jako starszy asystent w Instytucie Nauk Politycznych Uniwersytetu Warszawskiego. Od 1973 do 1990 był wykładowcą w WSNS przy KC PZPR (funkcjonującej następnie pod nazwą Akademia Nauk Społecznych). Od 1984 do 1986 był na tej uczelni kierownikiem zakładu partii świata kapitalistycznego, a w 1985 – wicedyrektorem Instytutu Nauki o Partii. Od 1989 do 1990 pełnił funkcję dyrektora Instytutu Nauk Politycznych ANS. Od 1992 zatrudniony w Instytucie Nauk Politycznych Uniwersytetu Warmińsko-Mazurskiego w Olsztynie. Stypendysta Programu Fulbrighta na Uniwersytecie Harvarda (1977–1978) i IREX-u na Uniwersytecie Kalifornijskim w Berkeley (1988). W 1976, 1979, 1983 i 1987 otrzymywał Nagrodę Ministra Nauki i Szkolnictwa Wyższego.
Był członkiem Związku Młodzieży Socjalistycznej i Zrzeszenia Studentów Polskich. Od 1967 do 1990 należał do Polskiej Zjednoczonej Partii Robotniczej. W latach 1967–1968 wchodził w skład egzekutywy oddziałowej organizacji partyjnej przy Wydziale Chemii PW, a następnie OOP przy INP UW. Był lektorem komitetu warszawskiego PZPR, a od 1975 – KC PZPR. Od 1978 do 1983 wchodził w skład egzekutywy podstawowej organizacji partyjnej PZPR Pracowników Naukowych w WSNS przy KC PZPR, a od 1984 do 1986 był sekretarzem POP PZPR Pracowników Naukowych Wydziału Społeczno-Politycznego ANS. Należał do Związku Zawodowego Pracowników PZPR. W latach 80. kierował działem zagranicznym redakcji dwumiesięcznika „Myśl Marksistowska”. Wchodził w skład prezydium zarządu głównego Towarzystwa Przyjaźni Polsko-Radzieckiej. Od 1990 działał w SdRP (był jednym z założycieli tej partii), w 1999 zasiadł we władzach Sojuszu Lewicy Demokratycznej.
W 1991, 1993, 1997, 2001 i 2005 uzyskiwał mandat poselski z rekomendacji SLD. W Sejmie II kadencji zasiadał m.in. w Komisji Konstytucyjnej Zgromadzenia Narodowego. W IV kadencji pełnił funkcję wiceprzewodniczącego Komisji Spraw Zagranicznych. W wyborach parlamentarnych w 2007 po raz szósty został wybrany posłem, kandydując z listy koalicji Lewica i Demokraci i otrzymując 18 408 głosów w okręgu olsztyńskim. W kwietniu 2008 zasiadł w klubie Lewica (we wrześniu 2010 przemianowanym na klub SLD). W wyborach w 2011 ponownie z powodzeniem ubiegał się o reelekcję, dostał 11 205 głosów. W VI i VII kadencji był wiceprzewodniczącym Komisji Spraw Zagranicznych, w VI kadencji pełnił tożsamą funkcję w Komisji do Spraw Unii Europejskiej.
W 1991 wszedł w skład delegacji Sejmu i Senatu do Zgromadzenia Parlamentarnego Rady Europy w Strasburgu. W 1994 był przewodniczącym delegacji ZPRE wysłanej do Rwandy po mającym tam miejsce ludobójstwie. W latach 1994–1998 pełnił funkcję wiceprzewodniczącego ZPRE, ponownie objął ją w 2003. Od 2003 do 2004 był obserwatorem w Parlamencie Europejskim, a od maja do lipca 2004 polskim deputowanym do PE. W latach 2001–2004 sprawował funkcję sekretarza stanu w Kancelarii Prezesa Rady Ministrów w rządach Leszka Millera i Marka Belki. Bez powodzenia kandydował z listy KKW SLD-UP w wyborach do Parlamentu Europejskiego w 2009 i w 2014 w okręgu wyborczym Olsztyn. W wyniku wyborów w 2015 po 24 latach znalazł się poza krajowym parlamentem. W wyborach samorządowych w 2018 bezskutecznie ubiegał się o mandat radnego Sejmiku Województwa Warmińsko-Mazurskiego.
Deklaruje znajomość ponad 10 języków obcych, m.in. portugalskiego, hiszpańskiego, włoskiego, niemieckiego, angielskiego, francuskiego, rumuńskiego, arabskiego, japońskiego, rosyjskiego, esperanta i łaciny. Laureat wyróżnienia „Osobowość Roku Warmii i Mazur 2001”.

## Wyniki w wyborach ogólnopolskich
| Wybory | Komitet wyborczy  | Komitet wyborczy                          | Organ                              | Okręg  | Wynik  |
| ------ | ----------------- | ----------------------------------------- | ---------------------------------- | ------ | ------ |
| 1991   |                   | Sojusz Lewicy Demokratycznej              | Sejm I kadencji                    | nr 23  | 13 356 |
| 1993   | Sejm II kadencji  | Sojusz Lewicy Demokratycznej              | nr 29                              | 22 852 |        |
| 1997   | Sejm III kadencji | Sojusz Lewicy Demokratycznej              | nr 29                              | 39 709 |        |
| 2001   |                   | Sojusz Lewicy Demokratycznej – Unia Pracy | Sejm IV kadencji                   | nr 35  | 34 934 |
| 2005   |                   | Sojusz Lewicy Demokratycznej              | Sejm V kadencji                    | nr 35  | 9734   |
| 2007   |                   | Lewica i Demokraci                        | Sejm VI kadencji                   | nr 35  | 18 408 |
| 2009   |                   | Sojusz Lewicy Demokratycznej – Unia Pracy | Parlament Europejski VII kadencji  | nr 3   | 44 669 |
| 2011   |                   | Sojusz Lewicy Demokratycznej              | Sejm VII kadencji                  | nr 35  | 11 205 |
| 2014   |                   | Sojusz Lewicy Demokratycznej – Unia Pracy | Parlament Europejski VIII kadencji | nr 3   | 25 002 |
| 2015   |                   | Zjednoczona Lewica                        | Sejm VIII kadencji                 | nr 35  | 12 961 |

## Odznaczenia
- Order Krzyża Ziemi Maryjnej II klasy (Estonia, 2002)[16]

## Publikacje
- FRELIMO /Frente de Libertaçâo de Moçambique/ (1971)
- Problemy polityczno-gospodarcze Makau po drugiej wojnie światowej (1972)
- Antyimperialistyczna strategia umacniania niezależności politycznej Indii (1974)
- Kompradorskie reżimy polityczne Ameryki Łacińskiej na przykładzie Paragwaju (1974)
- System władzy politycznej w imperium kolonialnym na przykładzie dominium brytyjskiego (1974)
- Portugalia na zakręcie historii (1975)
- Współczesne fronty narodowowyzwoleńcze w Afryce, Azji i Ameryce Łacińskiej (1975)
- Strategie polityczne współczesnego kapitalizmu (współautor z Mariuszem Gulczyńskim i Wojciechem Lamentowiczem, 1977)
- Świat arabski (współautor, 1977)
- Instytucje polityczne współczesnego kapitalizmu (współautor z Mariuszem Gulczyńskim i Wojciechem Lamentowiczem, 1978)
- Idee i ideolodzy neokapitalizmu (współautor, 1978)
- Organizacje narodowowyzwoleńcze w Angoli (1979)
- Afryka (1979)
- Współczesny neokolonializm (1979)
- Ruch rewolucyjny w Afryce, Azji i Ameryce Łacińskiej: problemy rozwoju i strategii w latach sześćdziesiątych i siedemdziesiątych (1982)
- Lewica iberyjska (współautor z Kazimierzem Kikiem, 1982)
- Polityka i socjalizm (współautor, 1982)
- Instytucje polityczne współczesnego kapitalizmu (1987)
- Geneza, źródła i rola antykomunistycznej krucjaty w strategii i taktyce amerykańskiego imperializmu materiał pomocniczy na zebrania ideologiczne POP [podstawowych organizacji partyjnych] (1983)
- Współczesny antykomunizm (1984)
- Neokolonializm (materiały z sympozjum) (red., 1985)
- Burżuazyjne i emigracyjne próby deprecjacji roli i polityki PZPR (1980–1985) (red., 1986)
- Podstawowe problemy współczesnego świata (1986)
- Elementy wiedzy o społeczeństwie socjalistycznym (współautor, 1987)
- Fidel Castro. Kryzys gospodarczy i społeczny na świecie (wstęp, 1988)
- Stosunki międzynarodowe i polityka. Wyzwania końca stulecia (współautor, 1995)
- Świat w okresie przemian (współautor, 2000)
- W drodze do Unii Europejskiej: spotkania z SLD (współautor, 2004)
- Rada Europy a przemiany demokratyczne w państwach Europy Środkowej i Wschodniej w latach 1989–2009 (współautor, 2010)
- Państwo i prawo wobec współczesnych wyzwań (współautor, 2012)
- Ludzie jak kamienie milowe (współautor, 2013)
- Polska? Europa? Profesorskie rozmowy na sejmowe zaproszenie (współautor, 2015)
- Kultura pokoju. Wojna i pokój – od interpersonalnej do globalnej perspektywy (współautor, 2016)
- Rada Europy wobec ochrony praw człowieka w Afryce, [w:] Ochrona praw człowieka w Afryce. Aksjologia-instytucje-nowe wyzwania-praktyka (2017)
- Wyzwania migracyjno-uchodźcze: standardy prawa międzynarodowego a doświadczenia europejskie i australijskie, [w:] Nowe wyzwania i rozwiązania w systemie ochrony praw człowieka w Australii i Oceanii (2018)
- Problemy globalne u progu trzeciej dekady XXI wieku, [w:] Państwo i prawo wobec wyzwań u progu trzeciej dekady XXI wieku (2020)
- Podstawowe kategorie nauk o polityce i administracji (współautor, 2021)